# 姆維尼倫加
11°45′30″S 24°25′45″E / 11.75833°S 24.42917°E

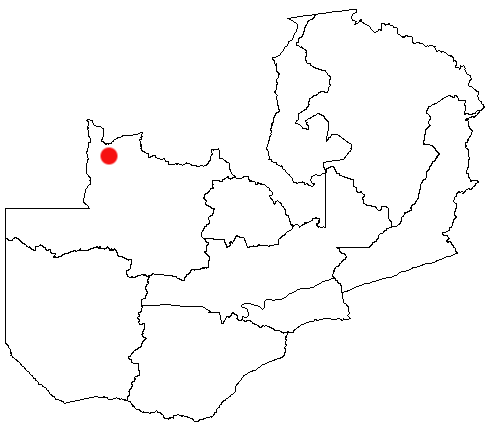

姆維尼倫加（英語：Mwinilunga），是贊比亞的城鎮，位於該國西北部，由西北省負責管轄，是姆維尼倫加縣的首府，海拔高度1,387米，每年平均降雨量1,413毫米，2006年人口14,500。